# Honolulu
Cet article concerne la ville d'Honolulu. Pour le comté, voir Comté d'Honolulu. Pour les autres significations, voir Honolulu (homonymie).
Honolulu (en anglais : /ˌhɒnəˈluːluː/ ou /ˌhoʊnoʊˈluːluː/, en hawaïen : /honoˈlulu/) est la capitale et la plus grande ville de l'État d'Hawaï, aux États-Unis. Elle est aussi le siège du comté d'Honolulu, sur la baie de Māmala au sud-est de l'île d'Oahu. En hawaïen, honolulu signifie « baie abritée » ou « lieu d'abri ».
Lors du recensement de 2010, Honolulu comptait 337 256 habitants, soit près du tiers de la population de l'ensemble du comté qui comprend toute l’île d'Oahu, ainsi que les îlots au nord-ouest de l'île de Niihau. Cette aire urbaine comptait 953 207 habitants en 2010. Rapportée à la population totale de son État, Honolulu est la capitale d'État proportionnellement la plus peuplée, parmi les 50 capitales d'État des États-Unis.
Honolulu est connue pour son quartier touristique sur la plage de Waikiki, et pour le cratère volcanique Diamond Head. Honolulu est aussi le siège du campus principal de l'université d'Hawaï, située à Manoa, le quartier universitaire de la ville.
La base navale de Pearl Harbor, connue comme étant le lieu de l'attaque japonaise du 7 décembre 1941 qui provoqua l'entrée en guerre des États-Unis lors de la Seconde Guerre mondiale, se trouve à une quinzaine de kilomètres à l'ouest de la ville.
Honolulu est aussi la ville natale de Barack Obama, le 44e président des États-Unis.

## Histoire

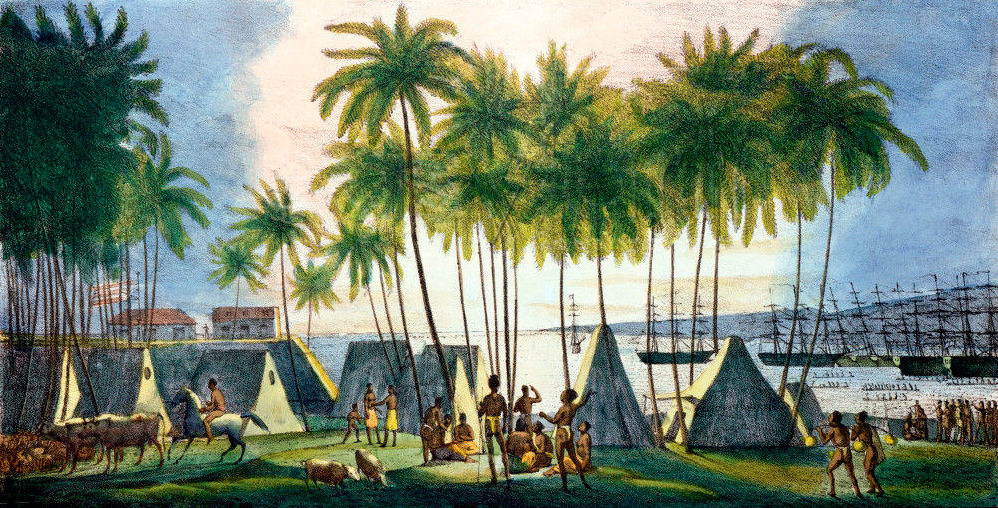
Le port d'Honolulu, dessiné par l'artiste germano-russe Louis Choris en 1816.

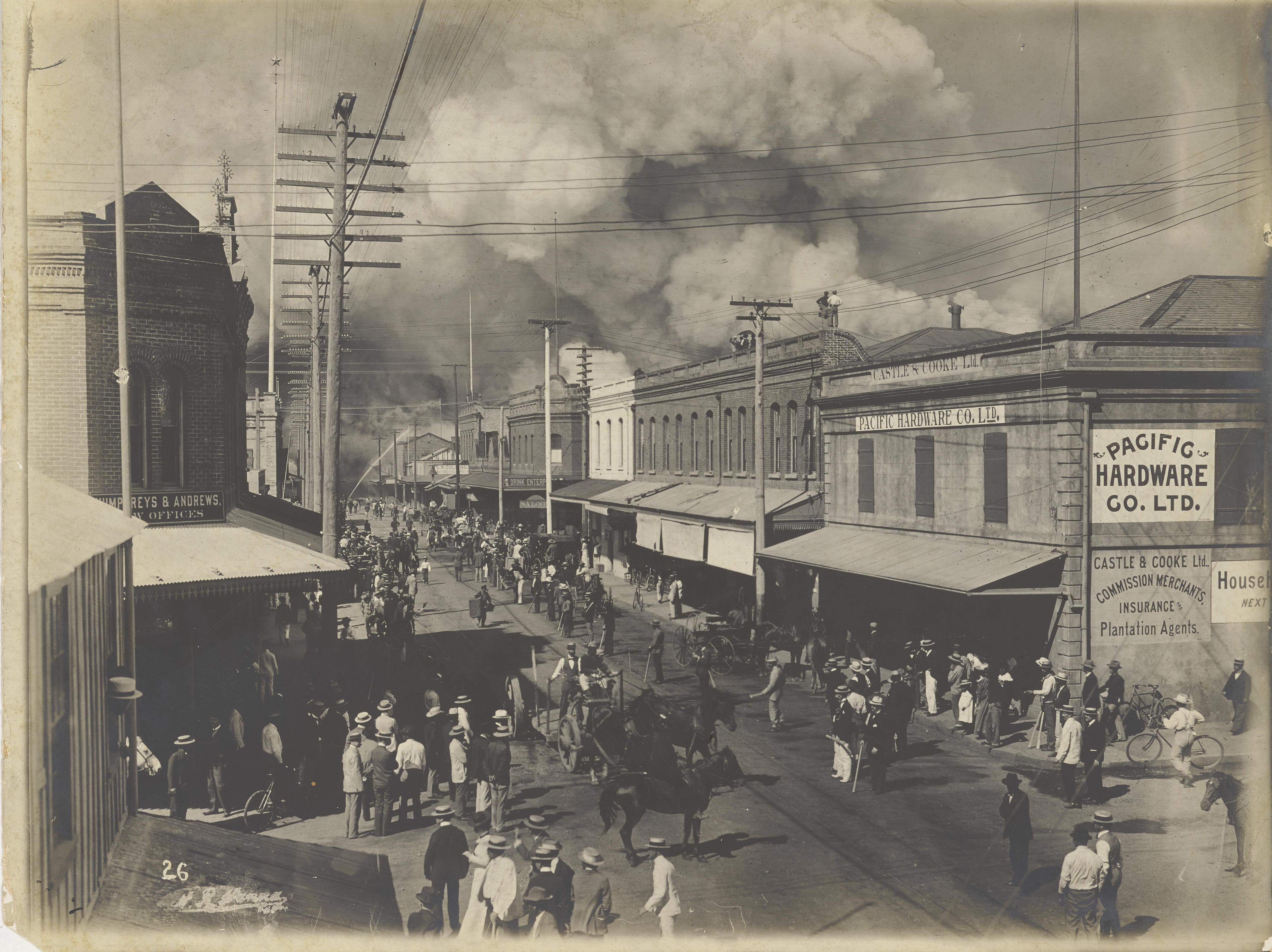
L'incendie du quartier chinois en 1900.

L'histoire orale et des artefacts archéologiques démontrent qu'une colonie polynésienne était installée sur le site de l'actuelle Honolulu au XIe siècle.
En 1794, le capitaine britannique William Brown fut le premier étranger à jeter l'ancre dans ce qui deviendra l'actuel port d'Honolulu. Celui-ci devient dès lors une escale pour les navires voyageant entre l'Amérique du Nord et l'Asie.
Après que Kamehameha Ier a conquis l'île d'O`ahu après la bataille de Nu`uanu, il a déplacé sa cour royale depuis l'île d'Hawaï à Waikiki en 1804, pour l'installer en 1809 dans l'actuel centre-ville d'Honolulu, qui perdra cependant son statut de capitale en 1812 lorsque Kamehameha Ier retournera à Kailua-Kona.
En 1845, sur décision du roi Kamehameha III, Honolulu devint la capitale du royaume d'Hawaï, au détriment de la ville de Lahaina, située sur l'île de Maui (qui était capitale depuis 1820). Lui et les rois qui l'ont suivi ont transformé Honolulu en une capitale moderne.
Honolulu restera siège du gouvernement provisoire d'Hawaï après la chute de la monarchie en 1893, et deviendra capitale, d'abord de la république d'Hawaï en 1894, puis du territoire d'Hawaï après l'annexion de l'archipel par les États-Unis en 1898 et enfin de l'État d'Hawaï à la suite du référendum du 21 août 1959.
Des épisodes tragiques ont émaillé l'histoire d'Honolulu, notamment l'incendie (volontaire) de Chinatown en 1900 à la suite de rumeurs de peste et l'attaque de l'Empire japonais sur Pearl Harbor le 7 décembre 1941.

## Géographie

### Démographie
| Groupe                                                             | Honolulu                    | Hawaï                      | États-Unis          |
| ------------------------------------------------------------------ | --------------------------- | -------------------------- | ------------------- |
| Asiatiques, dont : Japonais Philippins Chinois Coréens Vietnamiens | 53,7 20,6 11,8 10,3 4,2 1,8 | 38,6 13,6 14,5 4,0 1,8 0,7 | 4,8 0,2 0,8 1,1 0,5 |
| Métis                                                              | 16,7                        | 23,6                       | 2,9                 |
| Blancs                                                             | 19,5                        | 24,7                       | 72,4                |
| Océaniens, dont : Hawaïens Samoans                                 | 7,6 3,1 1,3                 | 10,0 5,9 1,3               | 0,2 0,1 0,0         |
| Afro-Américains                                                    | 1,5                         | 1,6                        | 12,6                |
| Autres                                                             | 0,8                         | 1,3                        | 6,2                 |
| Amérindiens                                                        | 0,2                         | 0,3                        | 0,9                 |
| Total                                                              | 100                         | 100                        | 100                 |
|                                                                    |                             |                            |                     |
| Hispaniques et Latino-Américains                                   | 5,3                         | 8,9                        | 16,7                |

Selon l'American Community Survey pour la période 2011-2015, 65,73 % de la population âgée de plus de cinq ans déclare parler l'anglais à la maison, 7,89 % une langue polynésienne, 6,76 % une langue chinoise, 6,61 % le japonais, 4,22 % le tagalog, 3,17 % le coréen, 1,78 % le vietnamien, 1,38 % l'espagnol et 2,46 % une autre langue.
| 1890   | 1900   | 1910   | 1920   | 1930    | 1940    |
| ------ | ------ | ------ | ------ | ------- | ------- |
| 22 907 | 39 306 | 52 183 | 83 327 | 137 582 | 179 326 |

| 1950    | 1960    | 1970    | 1980    | 1990    | 2000    |
| ------- | ------- | ------- | ------- | ------- | ------- |
| 248 034 | 294 194 | 324 871 | 365 048 | 365 272 | 371 657 |

| 2010    | - | - | - | - | - |
| ------- | - | - | - | - | - |
| 390 738 | - | - | - | - | - |

### Climat
Le climat de la ville est tropical et parfois humide en été mais reste très agréable (As dans la classification de Köppen). En hiver, la température moyenne haute est de 27 °C et la température moyenne basse est de 18 °C. En été, la température moyenne haute est de 31 °C et la température moyenne basse est de 23 °C. À Honolulu, le climat est chaud et doux avec peu de différences entre l'été et l'hiver. La température la plus basse a été de 11 °C en 1969 et la plus haute de 35 °C en 1994. La douceur de son climat est due aux alizés.
La température en surface de l'océan Pacifique varie peu, de 25 °C en hiver à 27 °C en été.
| Mois                                  | jan.    | fév.    | mars    | avril   | mai     | juin    | jui.    | août    | sep.    | oct.    | nov.    | déc.    | année           |
| ------------------------------------- | ------- | ------- | ------- | ------- | ------- | ------- | ------- | ------- | ------- | ------- | ------- | ------- | --------------- |
| Température minimale moyenne (°C)     | 19,3    | 19,5    | 20,1    | 21,2    | 21,9    | 23,2    | 23,9    | 24,2    | 23,8    | 23,3    | 22,1    | 20,7    | 21,9            |
| Température moyenne (°C)              | 23,1    | 23,2    | 23,7    | 24,8    | 25,7    | 26,8    | 27,6    | 27,9    | 27,6    | 26,9    | 25,6    | 24,2    | 25,6            |
| Température maximale moyenne (°C)     | 26,9    | 26,9    | 27,3    | 28,4    | 29,3    | 30,5    | 31,2    | 31,6    | 31,3    | 30,5    | 28,9    | 27,7    | 29,2            |
| Record de froid (°C) date du record   | 11 1969 | 11 1902 | 12 1891 | 13 1958 | 16 2006 | 17 1891 | 17 1899 | 17 1894 | 18 2019 | 16 1993 | 14 1990 | 12 1962 | 11 1902 et 1969 |
| Record de chaleur (°C) date du record | 31 1996 | 31 1984 | 32 1960 | 33 1996 | 34 1988 | 33 2019 | 34 1995 | 35 2019 | 35 1994 | 34 1984 | 34 1986 | 32 1995 | 35 1994 et 2019 |
| Ensoleillement (h)                    | 213,5   | 212,7   | 259,2   | 251,8   | 280,6   | 286,1   | 306,2   | 303,1   | 278,8   | 244     | 200,4   | 199,5   | 3 035,9         |
| Précipitations (mm)                   | 46,7    | 49,3    | 59,9    | 19,6    | 20,8    | 12,7    | 13,2    | 21,3    | 22,4    | 38,4    | 57,2    | 55,4    | 416,9           |
| Nombre de jours avec précipitations   | 7,7     | 7,6     | 8,7     | 7,5     | 6       | 6,3     | 7,3     | 5,7     | 7,2     | 7,7     | 8,6     | 8,9     | 89,2            |
| Humidité relative (%)                 | 73,3    | 70,8    | 68,8    | 67,3    | 66,1    | 64,4    | 64,6    | 64,1    | 65,5    | 67,5    | 70,4    | 72,4    | 67,9            |

| Diagramme climatique                                  |              |              |              |              |              |              |              |              |              |              |              |
| J                                                     | F            | M            | A            | M            | J            | J            | A            | S            | O            | N            | D            |
| 26,919,346,7                                          | 26,919,549,3 | 27,320,159,9 | 28,421,219,6 | 29,321,920,8 | 30,523,212,7 | 31,223,913,2 | 31,624,221,3 | 31,323,822,4 | 30,523,338,4 | 28,922,157,2 | 27,720,755,4 |
| Moyennes : • Temp. maxi et mini °C • Précipitation mm |              |              |              |              |              |              |              |              |              |              |              |

## Politique
Le conseil municipal et le maire d'Honolulu ont autorité sur l'ensemble des villes de l'île Oahu, qui ensemble forment le comté d'Honolulu.

### Conseil municipal
Le conseil municipal d'Honolulu est composé de neuf membres élus pour un mandat de quatre dans neuf circonscriptions. Bien qu'officiellement non partisans, huit conseillers municipaux sont démocrates et une est républicaine.

### Maires
| Période                                  | Période         | Identité                   | Étiquette   | Qualité        |
| ---------------------------------------- | --------------- | -------------------------- | ----------- | -------------- |
| Les données manquantes sont à compléter. |                 |                            |             |                |
| 4 janvier 1909                           | 1915            | Joseph J. Fern (en)        | Démocrate   |                |
| 1915                                     | 1917            | John C. Lane (en)          | Républicain |                |
| 1917                                     | 20 février 1920 | Joseph J. Fern (en)        | Démocrate   |                |
| 1920                                     | 1927            | John H. Wilson (en)        | Démocrate   |                |
| 1927                                     | 1929            | Charles N. Arnold (en)     | Républicain |                |
| 1929                                     | 1931            | John H. Wilson (en)        | Démocrate   |                |
| 1931                                     | 1938            | George F. Wright (en)      | Républicain |                |
| 1938                                     | 1941            | Charles Spencer Crane (en) | Républicain |                |
| 1941                                     | 1947            | Lester Petrie (en)         | Démocrate   |                |
| 1947                                     | 1955            | John H. Wilson (en)        | Démocrate   |                |
| 1955                                     | 1969            | Neal Blaisdell (en)        | Républicain |                |
| 2 janvier 1969                           | 2 janvier 1981  | Frank Fasi (en)            | Démocrate   |                |
| 2 janvier 1981                           | 2 janvier 1985  | Eileen Anderson (en)       | Démocrate   | Première femme |
| 2 janvier 1985                           | 2 janvier 1994  | Frank Fasi (en)            | Républicain |                |
| 2 janvier 1994                           | 2 janvier 2005  | Jeremy Harris (en)         | Démocrate   |                |
| 2 janvier 2005                           | 20 juillet 2010 | Mufi Hannemann (en)        | Démocrate   |                |
| 20 juillet 2010                          | 11 octobre 2010 | Kirk Caldwell (en)         | Démocrate   | intérim        |
| 11 octobre 2010                          | 2 janvier 2013  | Peter Carlisle (en)        | Indépendant |                |
| 2 janvier 2013                           | 2 janvier 2021  | Kirk Caldwell (en)         | Démocrate   |                |
| 2 janvier 2021                           | En cours        | Rick Blangiardi (en)       | Indépendant |                |

## Monuments
- Aloha Tower
- Aquarium de Waikiki
- Statue de Kamehameha Ier
- Capitole de l'État d'Hawaï
- Église de Kaumakapili
- Honolulu Museum of Art
- Palais ʻIolani (Iolani Palace)
- Washington Place
- Palais d'Été de la Reine Emma (Queen Emma Summer Palace)
- Palais des congrès de Hawaï (Hawaii Convention Center)
- Waikiki Shell
- Pearl Harbor
- Mémorial de l'USS Arizona
- Zoo de Honolulu

## Événements
2006 a marqué le centième anniversaire de la ville. La Centennial Fair a été organisée en son honneur. Le début en a été retardé car 42 jours de pluies incessantes ont entraîné inondations, glissements de terrain, pollution des côtes, etc.
Du 3 au 14 août 2015, Honolulu héberge la 29e assemblée générale de l'Union astronomique internationale.

## Transport

### Transport aérien
Honolulu est desservie par l'aéroport international d'Honolulu.

### Transport urbain
La capitale hawaïenne est desservie par une compagnie d'autobus, TheBus, qui assure également le service insulaire sur l'ensemble de l'île d'Oahu avec ses 107 lignes.
Un métro aérien, le Honolulu High-Capacity Transit Corridor Project, est actuellement en construction. Il consiste en une ligne de 32 km reliant Kapolei au Ala Moana Center et comptant 21 stations.

### Services publics
Les services de police d'Honolulu sont le Honolulu Police Department. Les services d'incendie et de secours sont eux assurés par le Honolulu Fire Department.

## Jumelages
| Ville | Ville                 | Pays | Pays                         | Période                     |
| ----- | --------------------- | ---- | ---------------------------- | --------------------------- |
|       | Baguio,               |      | Philippines                  | depuis le 3 novembre 1995   |
|       | Bakou,                |      | Azerbaïdjan                  | depuis le 5 août 1998       |
|       | Bombay,               |      | Inde                         | depuis le 20 janvier 1970   |
|       | Bruyères,             |      | France                       | depuis le 1er novembre 1960 |
|       | Cali,                 |      | Colombie                     | depuis le 5 décembre 2012   |
|       | Candon,               |      | Philippines                  | depuis le 11 mars 2015      |
|       | Caracas,              |      | Venezuela                    | depuis le 27 janvier 1999   |
|       | Cebu,                 |      | Philippines                  | depuis le 14 novembre 1990  |
|       | Chengdu,              |      | Chine                        | depuis le 20 avril 2001     |
|       | Chigasaki,            |      | Japon                        | depuis le 13 août 2014      |
|       | Conseil de Warringah  |      | Australie                    | depuis le 17 août 2011      |
|       | district de Fengxian, |      | Chine                        | depuis le 11 juillet 2012   |
|       | Funchal,              |      | Portugal                     | depuis le 19 septembre 1979 |
|       | Fuzhou,               |      | Chine                        | depuis le 21 octobre 2021   |
|       | Haikou,               |      | Chine                        | depuis le 27 février 1985   |
|       | Hiroshima,            |      | Japon                        | depuis le 19 mai 1959       |
|       | Huế,                  |      | Viêt Nam                     | depuis le 3 novembre 1995   |
|       | Incheon,              |      | Corée du Sud                 | depuis le 6 août 2003       |
|       | Kaohsiung,            |      | République de Chine (Taïwan) | depuis le 4 septembre 1962  |
|       | La Nouvelle-Orléans   |      | États-Unis                   | depuis le 4 avril 2001      |
|       | Laoag,                |      | Philippines                  | depuis le 15 juillet 1969   |
|       | Luganville            |      | Vanuatu                      | depuis le 24 septembre 2003 |
|       | Majuro,               |      | Îles Marshall                | depuis le 16 décembre 2009  |
|       | Mandaluyong,          |      | Philippines                  | depuis le 28 septembre 2005 |
|       | Manille,              |      | Philippines                  | depuis le 19 mars 1980      |
|       | Mombasa,              |      | Kenya                        | depuis le 9 août 2000       |
|       | Nagaoka,              |      | Japon                        | depuis le 25 janvier 2012   |
|       | Naha,                 |      | Japon                        | depuis le 18 mars 1960      |
|       | Puerto Princesa       |      | Philippines                  |                             |
|       | Qinhuangdao,          |      | Chine                        | depuis le 12 mai 2010       |
|       | Rabat,                |      | Maroc                        | depuis le 19 juillet 2006   |
|       | San Juan,             |      | Porto Rico                   | depuis le 20 novembre 1985  |
|       | Sintra,               |      | Portugal                     | depuis le 5 août 1998       |
|       | Séoul,                |      | Corée du Sud                 | depuis le 17 avril 1973     |
|       | Tokyo                 |      | Japon                        | depuis le 8 décembre 1982   |
|       | Uwajima,              |      | Japon                        | depuis le 18 février 2004   |
|       | Vigan,                |      | Philippines                  | depuis le 19 mars 2003      |
|       | Yangzhou,             |      | Chine                        | depuis 1999                 |
|       | Zhangzhou,            |      | Chine                        | depuis le 3 octobre 2012    |
|       | Zhongshan,            |      | Chine                        | depuis le 18 juin 1997      |

## Galerie photographique

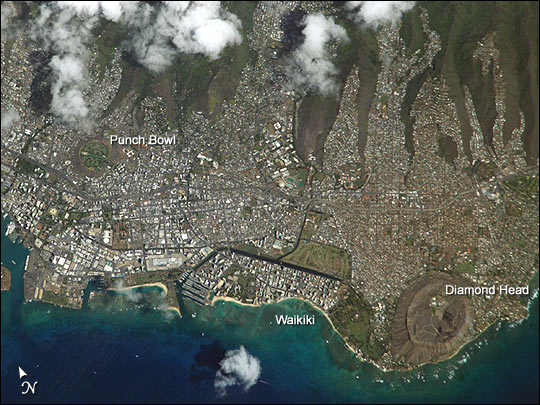
Vue satellite d'Honolulu.
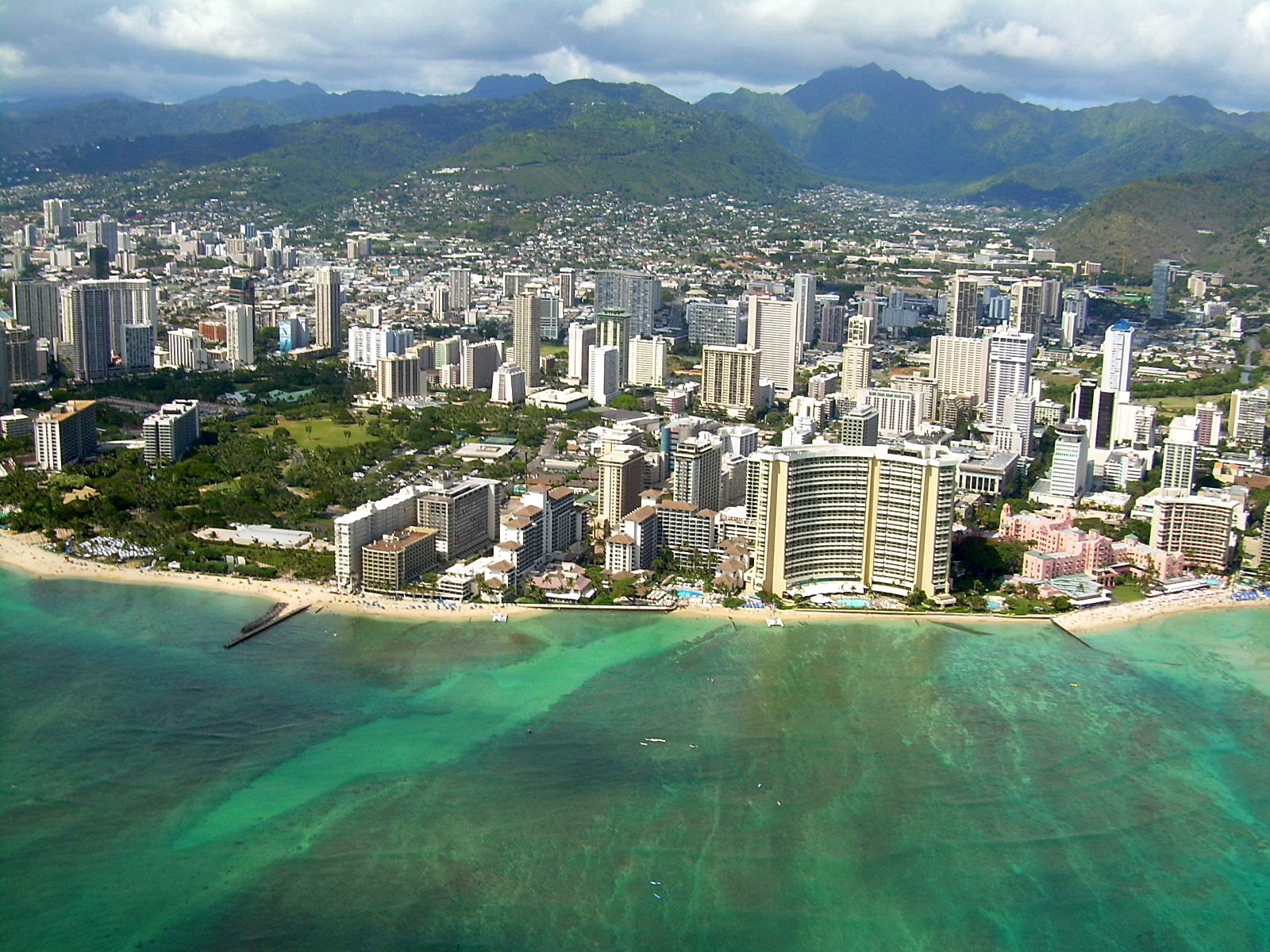
Vue sur le centre-ville d'Honolulu.
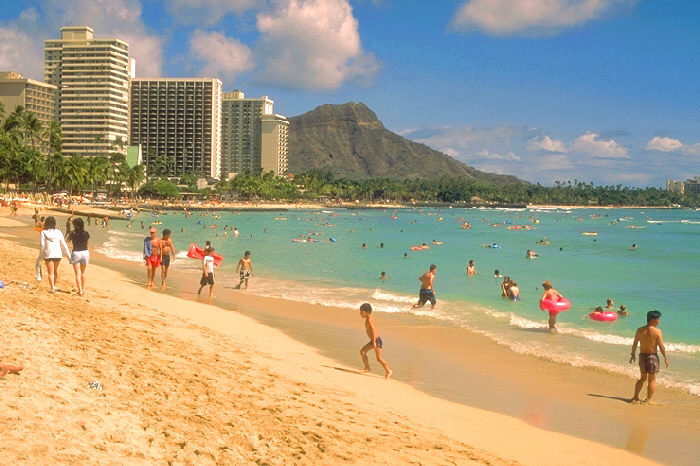
Plage de Waikiki.
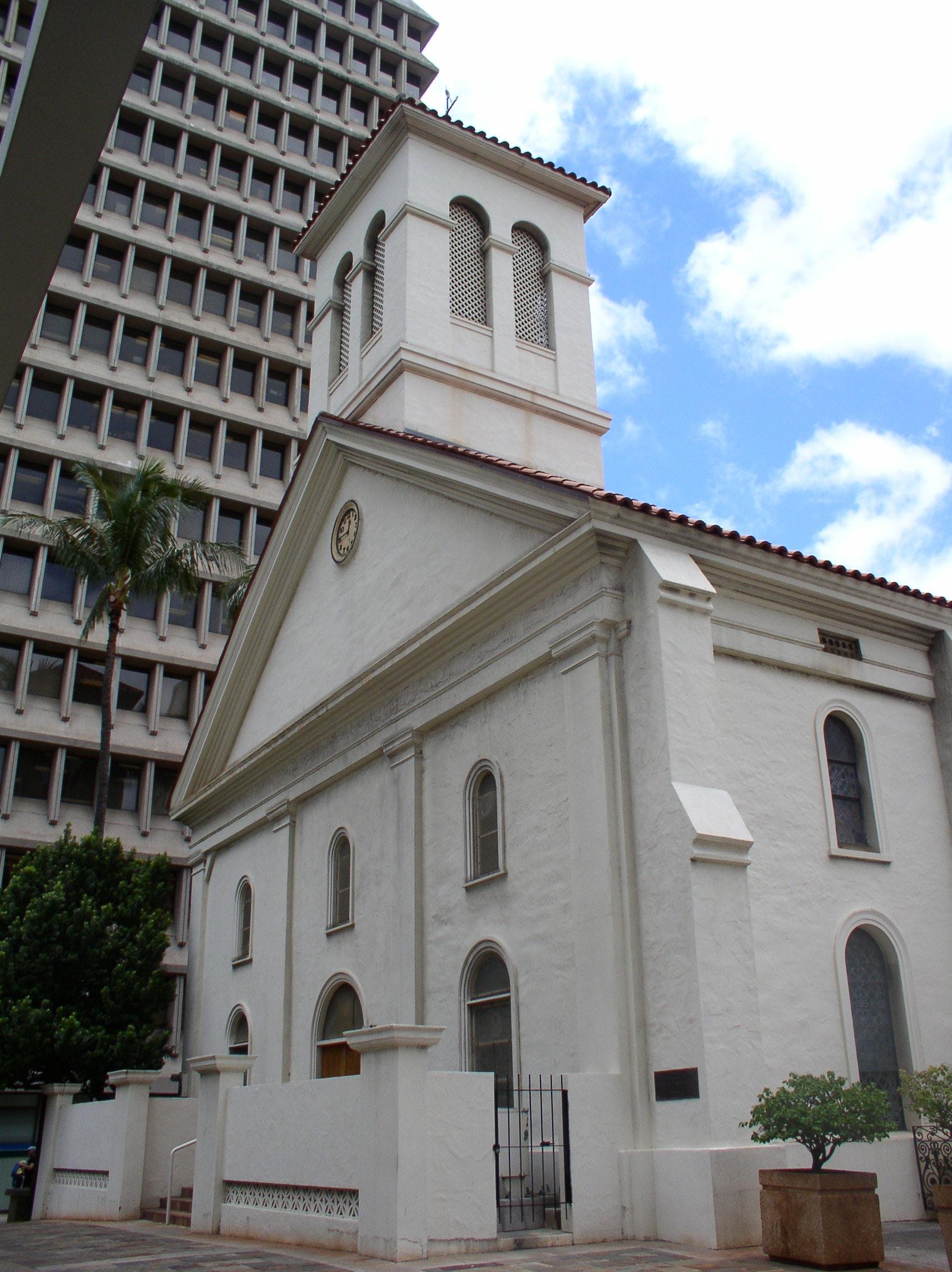
Cathédrale de Notre-Dame de la Paix d'Honolulu.
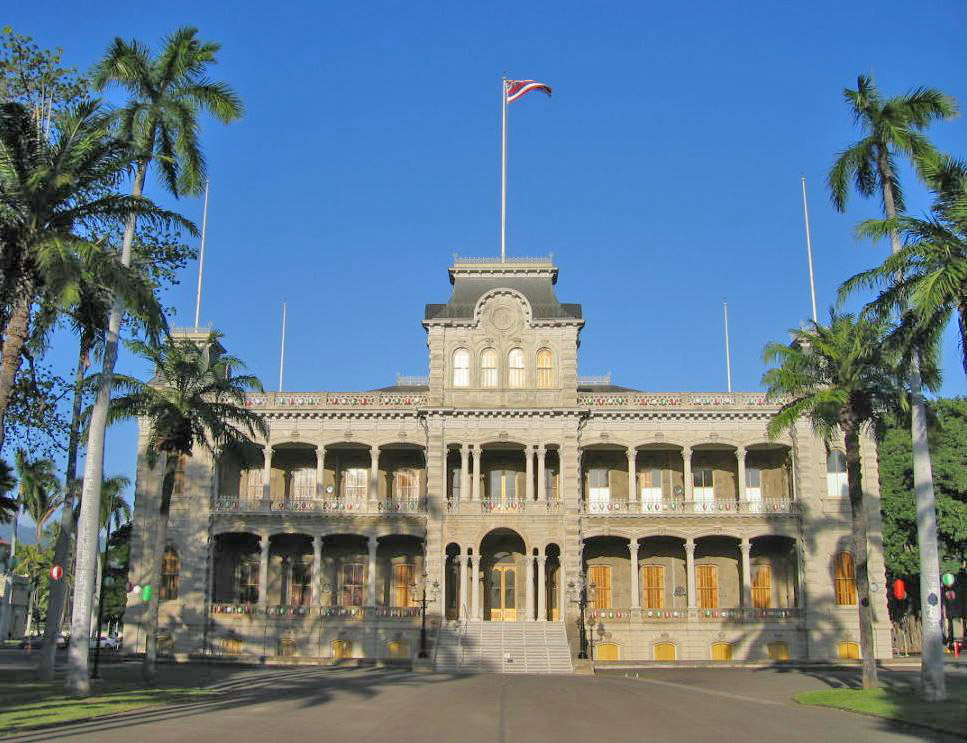
Palais ʻIolani.

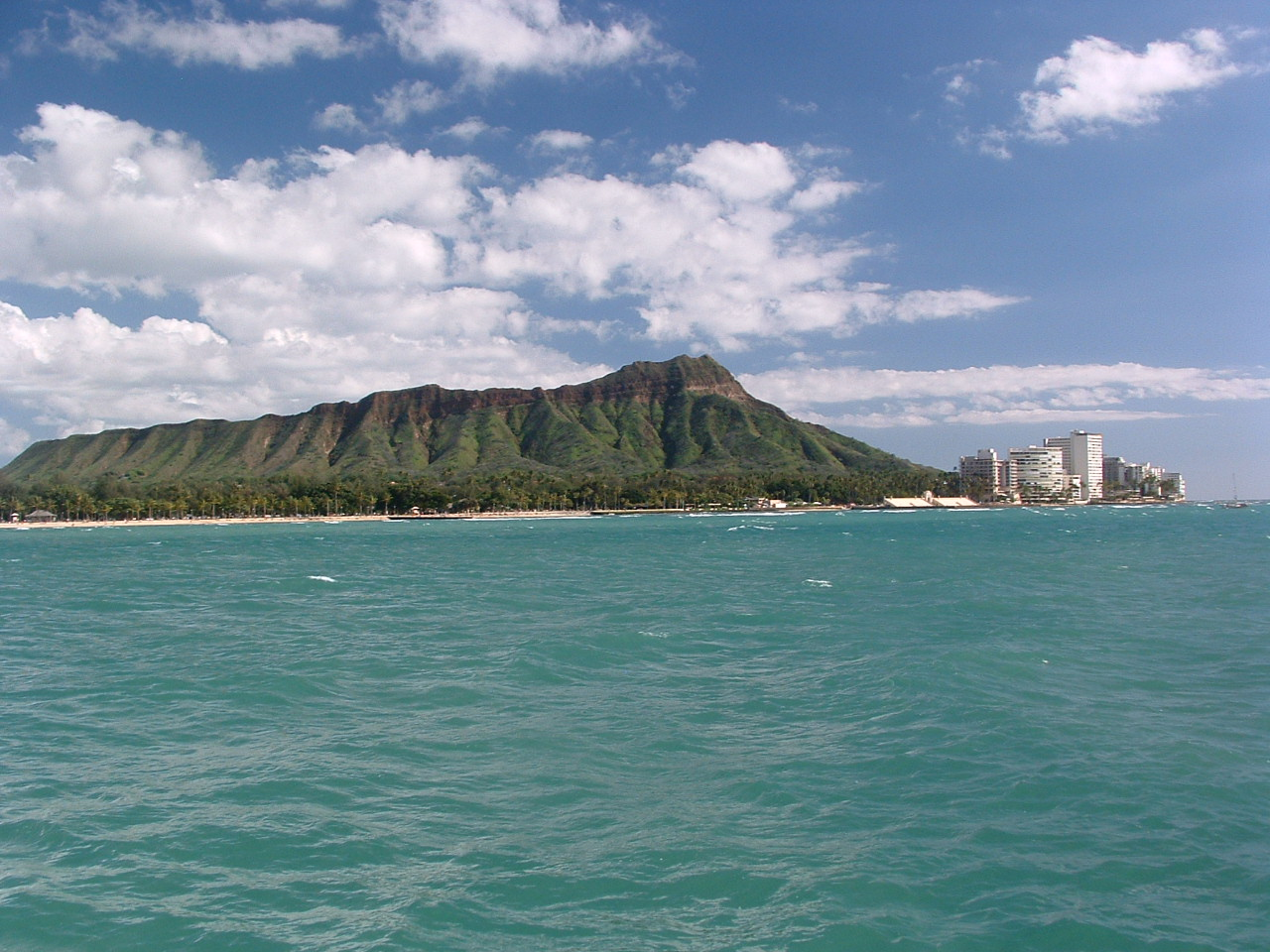
Diamond Head.
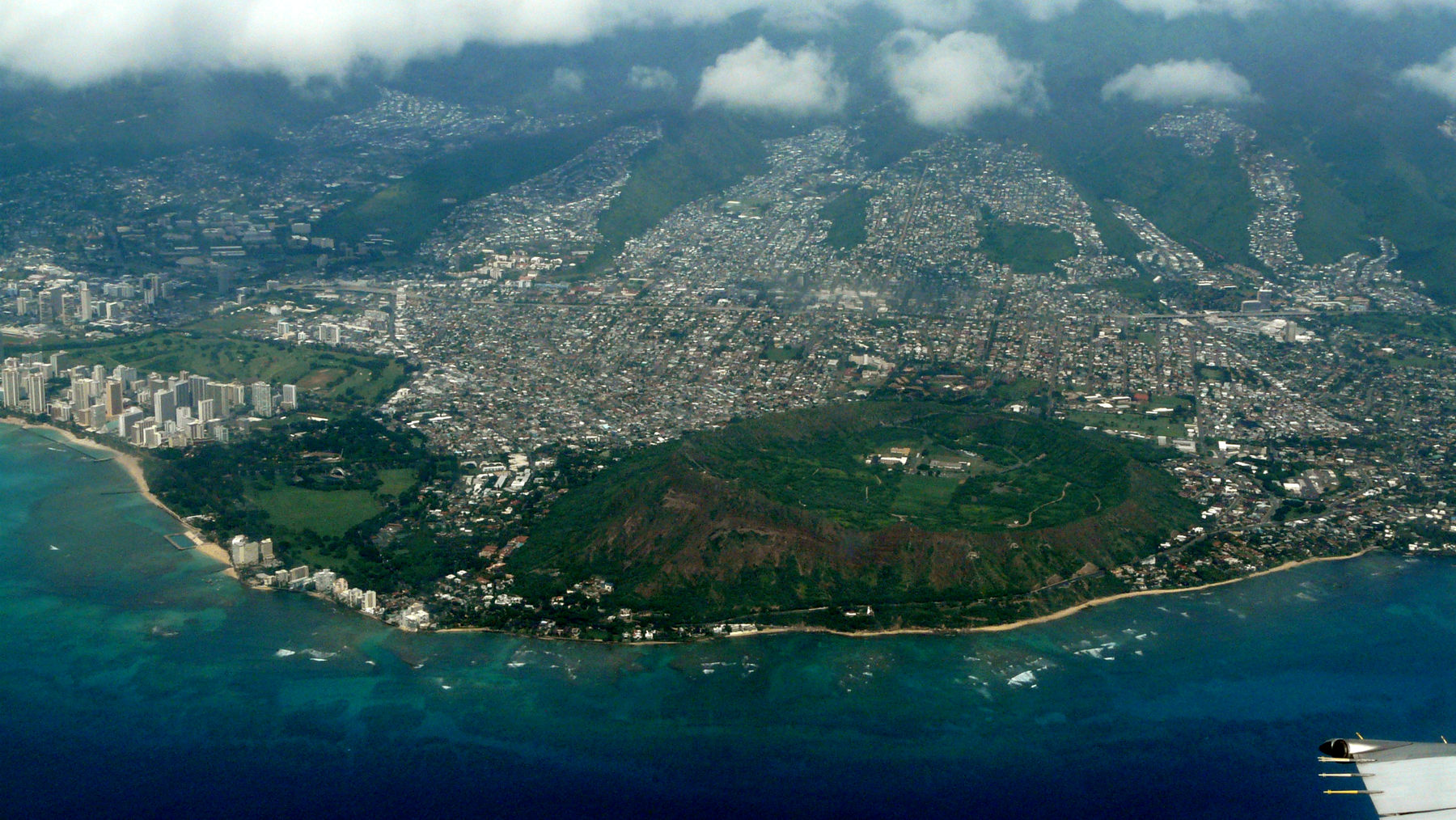
Le cône volcanique Diamond Head surplombant Waikiki.
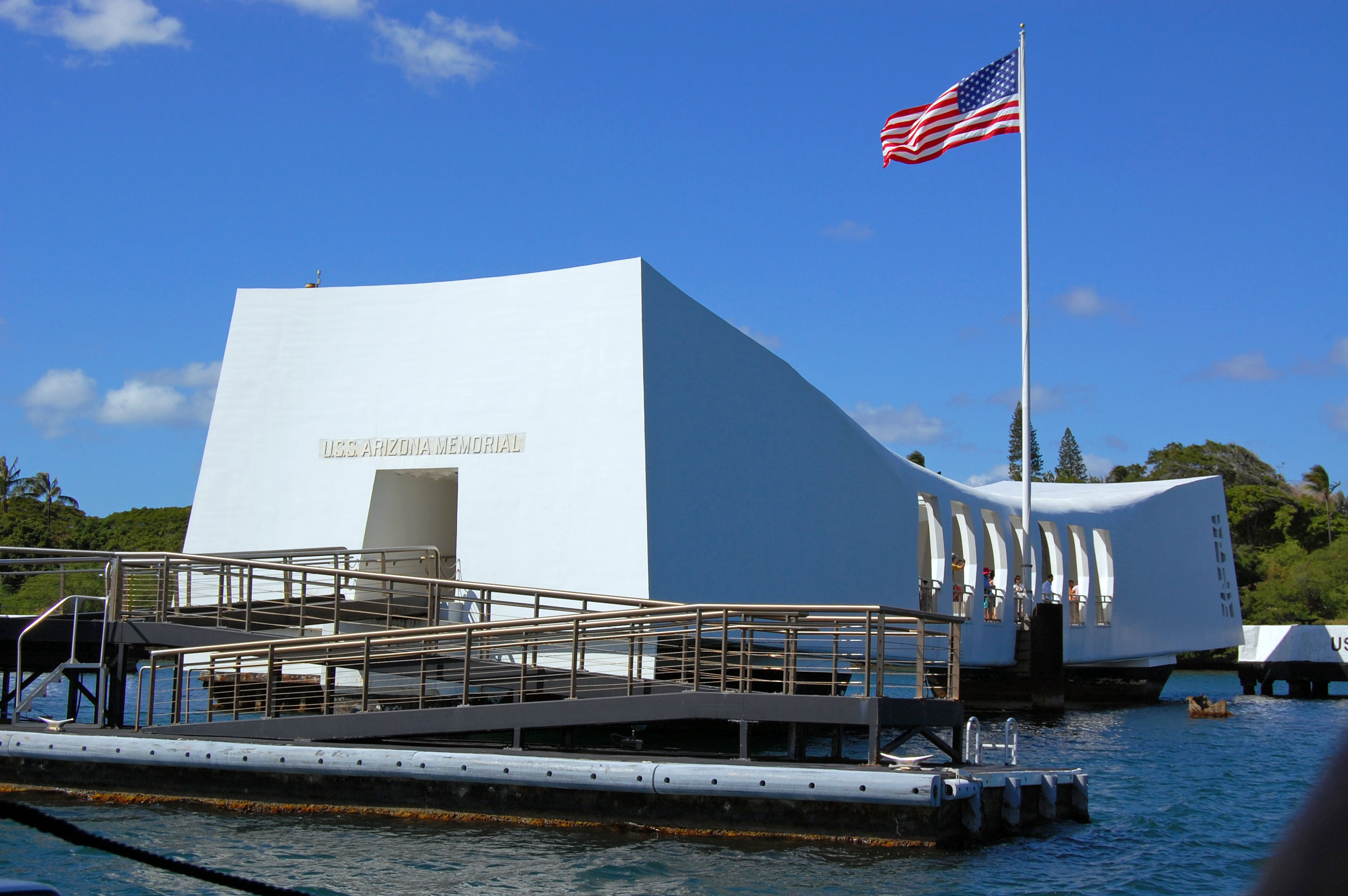
Mémorial de l'USS Arizona.
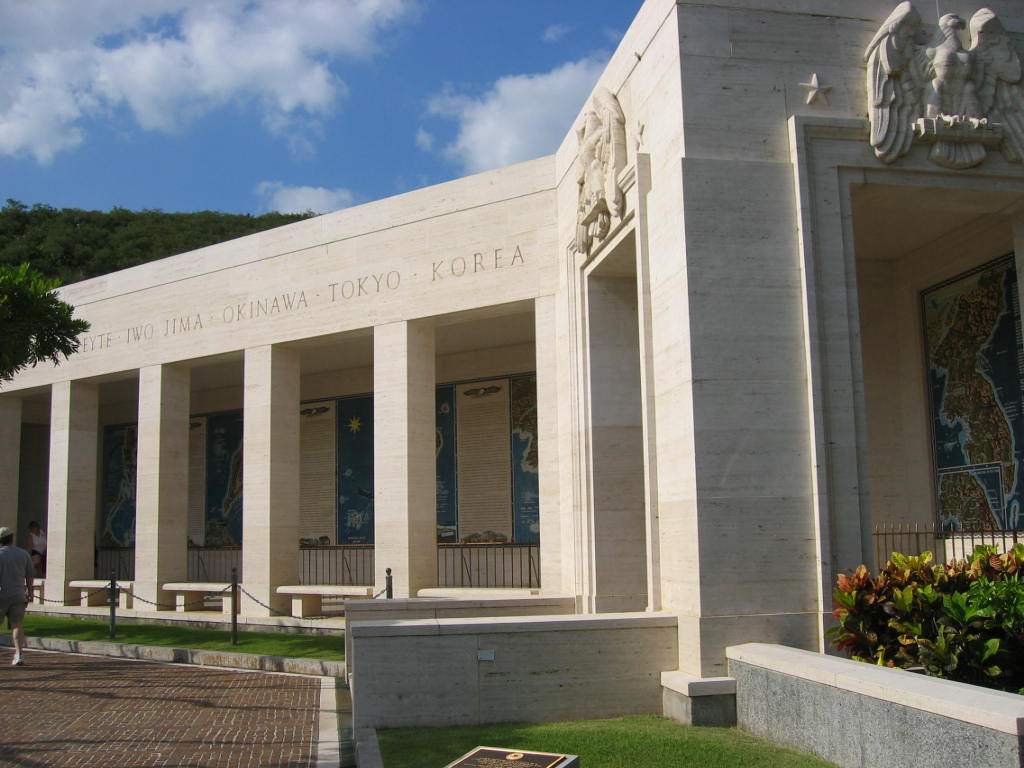
National Memorial Cemetery of the Pacific.

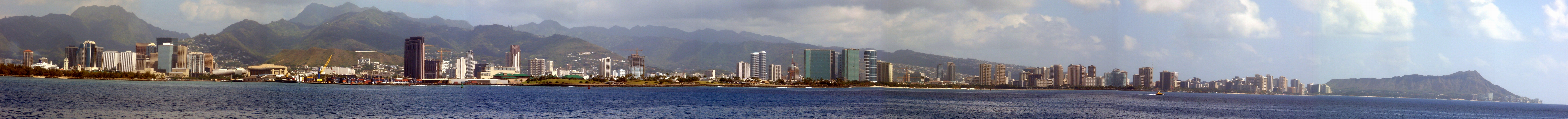
Panorama urbain sur Honolulu.